# مدينة إكسياوجان، هوبى
مدينة إكسياوجان، هوبى (بالصينية: 孝感市 )‏ هي مدينة على مستوى محافظة، في جمهورية الصين الشعبية، تتبع خوبي، تبلغ مساحتها 8,910 كيلومتر مربع، رمزها البريدي هو 432000.

## الموقع
تشترك في الحدود مع:
- سويزهو
- شينيانج.

## مدن توأم
المدن التوأم:
- برست، برست.

## التقسيمات الإدارية
- Xiaonan, Xiaogan [الإنجليزية]‏
- Xiaochang County [الإنجليزية]‏
- Dawu County, Hubei [الإنجليزية]‏
- Yunmeng County [الإنجليزية]‏
- مدينة ينغتشينغ  [لغات أخرى]‏
- أنلو  [لغات أخرى]‏
- مدينة هانتشونان  [لغات أخرى]‏.